# WOWO
Koordinaten: 40° 59′ 43,3″ N, 85° 21′ 6,1″ W
| WOWO |

WOWO ist eine unabhängige US-Radiostation aus Fort Wayne, Indiana. Sie sendet ein News-/Talk-Format und gehört der Pathfinder Communications Corporation.
Die Station sendet auf Mittelwelle (MW) 1190 kHz als 50 kW Clear-Channel-Station. Nachts wird die Leistung auf ein Fünftel reduziert. Der Sender sowie seine drei Sendemasten befinden sich am Highway 24 in Roanoke zwischen Fort Wayne und Huntington. WOWO strahlt parallel im HD-Radio-Format aus.

## Geschichte
WOWO ging am 31. März 1925 auf Sendung. Die heutige Frequenz 1190 kHz wird von WOWO am 29. März 1941 belegt. WOWO war eine der ersten Stationen im Gebiet von Fort Wayne. Des Weiteren übertrug sie als erste Station ein Basketballspiel live. Vor dem Verkauf an die Pathfinder Communications Corporation gehörte der Sender von 1925 bis 1982 Westinghouse Electric.
Am 20. Februar 1971 kam es zu einem Zwischenfall, als beim Test des Emergency Broadcast System im Rahmen des Emergency Alert Systems durch das North American Aerospace Defense Command in Cheyenne Mountain, Colorado versehentlich ein falsches Band eingelegt wurde und so eine Emergency Action Notification auslöste. Bob Sievers, der zu dem Zeitpunkt moderierte, musste mehrmals mitteilen, dass es zu einer Alarmierung gekommen sei, er aber nicht wisse, was passiert sei.